# Blood Car
Blood Car è un film del 2007 diretto da Alex Orr.

## Trama
In un futuro non lontano, a causa dell'elevato costo della benzina, l'insegnante d'asilo vegano Archie Andrews si mette alla ricerca di un nuovo combustibile. Casualmente scopre che l'unica alternativa valida alla benzina è il sangue umano. Così insieme alla giovane commessa di un negozio in cui era solito servirsi, Archie inizia a compiere una serie di delitti per procurarsi il nuovo carburante.

## Accoglienza
Su Rotten Tomatoes il film ha un indice di gradimento del 63% basato sulle recensioni di 13 critici.
Variety ha scritto :"La foto di una battuta esaurisce il gas (ehm) nell'ultimo giro, ed è troppo marginale per lunghi viaggi. Ma è comunque spesso esilarante".

## Riconoscimenti
- 2007 - Cinequest San Jose Film Festival[3]
  - Miglior regista
- 2007 - Chicago Underground Film Festival
  - Jury Award for Best Narrative Feature Film
- 2007 - Philadelphia FirstGlance Film Festival
  - Miglior film
- 2007 - Toronto After Dark Film Festival
  - Nomination Miglior film indipendente
- 2007 - Atlanta Underground Film Festival
  - Miglior film
- 2007 - Faux Film Festival
  - Audience Award
- 2007 - Backseat Film Festival
  - Miglior film